# Руши (Сучава)
Руши (рум. Ruși) насеље је у Румунији у округу Сучава у општини Форашти. Oпштина се налази на надморској висини од 338 m.

## Становништво
Према подацима из 2002. године у насељу је живело 430 становника, од којих су сви румунске националности.